# アッバース・イブン・アブドゥルムッタリブ
アッバース・イブン・アブドゥルムッタリブ（アラビア語: العباس بن عبد المطلب, [[ラテン文字化|]]: al-ʿAbbās ibn ʿAbd al-Muṭṭalib, アル＝アッバース・イブン・アブドゥルムッタリブ、 566年年頃生 - 653年頃歿)は、イスラーム教の開祖ムハンマドの叔父にあたる人物:152-158:15。アラビア語ではアル＝アッバースと定冠詞を伴うが、日本語表記では省略してアッバースのみ記されることが多い。
8世紀中葉にウマイヤ朝を打倒してイスラーム帝国の支配権を得たアッバース家は、アッバース・イブン・アブドゥルムッタリブを父系の祖とする、アッバースの子孫たちであり:152-158、「アッバース朝 ʿAbbāsids」という後世の歴史家による呼び名も彼の名前に由来する:15。

## 情報源
アッバース・イブン・アブドゥルムッタリブに関する情報の一次情報源としては、イブン・ヒシャームの al-Sīra an-Nabawiyya, ワーキディーの Kitāb al-Tārīkh wa al-Maghāzī, タバリーの Tārīkh al-Rusūl wa al-Mulūk, イブン・サアドの Kitāb al-Ṭabaqāt al-Kabīr, ヤアクービーの Tārīkh Ibn Wāḍiḥ, イブン・ハジャル・アスカラーニーの al-Iṣāba fī Tamyīz al-Ṣahāba が挙げられる。しかしながら、モンゴメリーワットによると、アッバース朝期の歴史家はアッバース・イブン・アブドゥルムッタリブをとかく称揚して書きがちであり、その記述の内、いずれが史実でいずれが虚構かが判別しがたい、という（上記リストではイブン・ヒシャームからヤアクービーまでがアッバース朝期の歴史家）。

## 生涯
父親はハーシム・イブン・アブドマナーフの息子アブドゥルムッタリブ、すなわちイスラームの開祖、預言者ムハンマドの祖父である。母親はナミル部族のジャナーブの娘ヌタイラである。したがって、マフズーム部族のアムルの娘ファーティマを母とするアブドゥッラー・イブン・アブドゥルムッタリブやアブー・ターリブとは異母兄弟の関係になる。
アッバースは香料貿易で成功し、アブー・ターリブに対する借金を帳消しにする代わりに、メッカへ巡礼に来た巡礼者にザムザムの井戸の水を提供する権利を得た。アッバースは、アブド・シャムス部族やマフズーム部族の部族長の富裕さには及ばないものの、ターイフに庭園を所有するほどにまで裕福になった。
アッバースの妻の一人に、長男のファドルを生んだルバーバ・ビント・ハーリスがいる。ヒジュラ暦7年（西暦629年）に預言者ムハンマドは、そのルバーバの全血妹マイムーナと結婚した。モンゴメリーワットによると、この結婚はアッバースが甥との関係を修好するために設定したものであろうと推測される。そしてこの出来事より前に、アッバースとムハンマドとの関係が良好であったこと示す、客観的で確かな証拠は一切ない。
アッバース朝寄りの歴史家の資料には、アッバースがこの結婚より前からムハンマドを支援していたという物語が語られている。たとえばイブン・ヒシャームの『預言者伝』によると、聖遷直前（西暦622年）、ヤスリブのムスリムたちとムハンマドがアカバの岩場で会合を開いた際に、アッバースが親族として甥ムハンマドを守り抜こうとしたとされる。しかしモンゴメリーワットによると、ムハンマドの保護の否認というアブー・ラハブによりなされたハーシム家としての決定をアッバースが取り消すというのは信頼できる情報ではなく、その証拠も不十分である。
むしろ624年にアッバースはメッカ軍の一員としてバドルでムスリム軍と戦う。このとき捕虜になり、その後解放されたが、解放の際に身代金が支払われたか否かが後世には大きな論争の種になっている。630年のメッカ開城の際には、ムハンマドに従って彼と一緒にメッカに入城している。しかしモンゴメリーワットによると、アッバースの改宗のインパクトは、アブー・スフヤーンのそれよりも影響の小さいものだったという。メッカ開城後、ムハンマドは、ザムザム井の水供給の権利をこれまで通りアッバース及びその一族に認めた。
フナインの戦いでは勇敢に戦い、アッバースの大音声の雄叫びにより、いくさの流れがムスリム軍側に有利に変わったと、アッバース朝寄りの歴史家たちは記している。その後はヤスリブに移住した。また、シリア方面のオアシス・タブークへの遠征に資金提供した。
預言者ムハンマドの死後（632年以後）、ムスリムの支配地域はアラビア半島を超えて拡大する:12-18。アッバースもシリア方面への遠征に参加したという説があるのであるが、モンゴメリーワットによるとこれは疑わしく、過去にタブークへの遠征に出資したことがあるにもかかわらず、おそらくアッバースはシリアへ行っていない。アッバースはウマル・イブン・ハッターブと仲が悪かった。
不仲であったとはいえ、アッバースはウマルが家を増築する際に彼に贈り物を贈っており、ウマルはアッバースの生活保障を手厚くしている。アッバースには預言者ムハンマドから約束されたと言われるハイバル・オアシスの物産を原資にした生活保障があったが、後年、古参ムスリムの生活保障の内容が見直された際、ウマルはアッバースをバドルの戦いの参戦者と同格に扱うこととした。しかし、アッバースに共同体を指導するような地位が与えられることもなかった。
アッバース・イブン・アブドゥルムッタリブは、ヒジュラ暦32年（ユリウス暦653年前後に相当）頃に亡くなった。亡くなったときには88歳前後であったとされる。

## 註釈
1. ↑  アブドゥッラーは預言者ムハンマドの父、アブー・ターリブはアリーの父。
2. ↑  ウマルは信徒たちの長（アミール・アルムウミニーン）としてシリアやエジプトへの遠征を主導し、信徒たちの共同体の支配地域拡大を実現させた人物[2]:12-18。